# Tavë Kosi
Il tavë kosi è un piatto tipico della cucina albanese, originario della città di Elbasan. È considerato uno dei piatti nazionali del paese balcanico.
Gli ingredienti base del tavë kosi sono: agnello, yogurt, burro, uova e farina.